# Victurnien Jean-Baptiste de Rochechouart de Mortemart

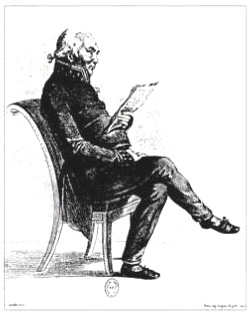
Victurnien Jean-Baptiste de Rochechouart de Mortemart, anonymes Gemälde aus dem 19. Jahrhundert

Victurnien Jean-Baptiste Marie de Rochechouart de Mortemart (* 8. Februar 1752 in Paris; † 4. Juli 1812 ebenda) war ein französischer Offizier und Politiker aus dem Haus Rochechouart.
Er war Duc de Mortemart, Duc de Vivonne, Pair de France (1771–1812), Marquis, dann Prince de Tonnay-Charente, Marquis de Mogneville, d’Everly, de Blainville, Comte de Maure, Baron de Mortemer et de Bray-sur-Seine, Seigneur de Mortagne, de Salagnac, de Pérusse, de Saint-Victurnien, de Sérigné, de Saint-Germain, de Lussac, de Verrières, de Bouchet-en-Brenne et de Roissy.

## Leben
Victurnien Jean-Baptiste de Rochechouart ist der zweite Sohn von Jean-Baptiste-Victor de Rochechouart de Mortemart (1712–1771), Duc de Mortemart, Pair de France, Brigadier der königlichen Armee, und dessen dritten Ehefrau Charlotte Nathalie de Manneville (1728–1762). Er ist der ältere Bruder von Victurnien Bonaventure de Rochechouart, Marquis de Mortemart.
Im Oktober 1768 trat er in die Artillerieschule von Straßburg ein. 1771 wurde er Hauptmann im Régiment de Navarre. Mit dem Tod seines Vaters am 30. Juli 1771 wurde er Herzog von Mortemart und Pair von Frankreich. Am 20. März 1774 wurde er zum Oberst des Régiment de Lorraine ernannt. Am 1. Januar 1784 wird er zum Brigadier der Infanterie befördert, am 9. März 1788 zum Maréchal de camp.
Von 1771 bis 1789 war Franz Xaver von Sachsen, Onkel von König Ludwig XVI., sein Vasall, der ihm als Herr des Landes und der Herrschaft Préaux (Département Yonne), deren Lehnsherr der Herzog von Mortemart war, huldigte und Treue schwor.
Nachdem er Mitglied der zweiten Assemblée des Notables gewesen war und als Pair im Parlement die Forderungen der Protestanten unterstützt hatte, wurde er am 24. März 1789 zum Abgeordneten des Adels der Bailliage de Sens in die Generalstände gewählt, während sein Bruder zum Abgeordneten des Adels der Bailliage de Rouen gewählt wurde. In den Generalständen unterstützte er die Pläne Jacques Neckers und lehnte die von der Mehrheit der Versammlung geforderten Reformen ab. Insbesondere protestierte er gegen die Abschaffung der Maut- und Bergwerksabgaben und trat am 20. April 1790 aus der Verfassungsgebenden Versammlung aus. Er wird durch seinen Stellvertreter, den Marquis de Maubec, ersetzt. Er emigrierte 1791 und ging, nachdem er 1792 im Feldzug der Armee der Emigranten gedient hat, nach England.
Als Befehlshaber eines Korps französischer Emigranten im Dienste Großbritanniens kehrte der Herzog von Mortemart im Herbst 1794 auf den Kontinent zurück. 1795 gehörte er zu den Truppen, die auf Guernsey landeten, 1796 ging er nach Portugal, wo er bis 1802 diente, als sein Regiment zum Zeitpunkt des Friedens von Amiens aufgelöst wurde. Anschließend kehrte nach Frankreich zurück.
Der Duc de Mortemart war gerade am 26. März 1812 vom Kaiser zum Mitglied des Conseil général des Département Seine ernannt worden, als er am folgenden 4. Juli plötzlich an einem Fieber starb. Er wurde auf dem Cimetière du Montparnasse (Division 3) bestattet.
Der Herzog von Mortemart widmete sich der Literatur, hinterließ mehrere unveröffentlichte Werke, darunter ein Gedicht über Joseph in Ägypten und eine Versübersetzung von Miltons Paradise Lost sowie einige Erzählungen und Gedichte.

## Ehen und Nachkommen
Victurnien Jean-Baptiste de Rochechouart de Mortemart heiratete am 11. Juni 1772 Anne Marie Gabrielle d'Harcourt de Lillebonne (* 8. März 1753; † 11. April 1778), Tochter von François-Henri (* 1726; † 1800), 5. Duc d'Harcourt, Pair de France, und Françoise-Catherine-Scholastique d'Aubusson-La Feuillade. Ihre Kinder sind:
- Anne Victurnienne Henriette (* 7. Mai 1773 in Paris; † 10. Juli 1806 in Dülmen); ⚭ 10. Januar 1789 Auguste Philippe von Croÿ, Herzog von Croÿ (* 1765; † 19. Oktober 1822 in Hermitage bei Condé), Pair de France, Reichsfürst, Grande von Spanien 1. Klasse etc.
- Nathalie Henriette Victurnienne (* 23. Juni 1774 in Paris; † 18. August 1854 ebenda); ⚭ 6. Juni 1792 in Aachen Marc Étienne Gabriel, Prince de Beauvau-Craon (* 1773; † 29. Januar 1849 in Paris), Pair de France
- Catherine Victurienne Victorine (* 4. Juni 1776 in Paris; † 15. Juli 1809 ebenda); ⚭ 19. Januar 1807[1] in Paris Adrien François Emmanuel de Crussol d’Uzès genannt Duc de Crussol (* 1778; † 1. April 1837 in Marseille), Pair de France
- Aimé Amable Victurnien (* 3. April 1778; † 16. April 1778)

Am 28. Dezember 1782 heiratete er in zweiter Ehe Adélaïde Pauline Rosalie de Cossé-Brissac (* 23. Januar 1765; † 21. Februar 1818), Tochter von Louis Hercule Timoléon de Cossé Duc de Brissac, Pair de France, und Adélaïde Diane Hortense Mancini-Mazarin, Tochter des Duc de Nivernais. Ihre Kinder sind:
- Aimery Jules-Victurnien (* 30. Januar 1785 in Paris; † 14 février 1785)
- Casimir Louis Victurnien (* 20. März 1787 in Paris; † 1. Januar 1875 in Neauphle-le-Vieux), 1812 Duc de Mortemart, 1815 Pair de France; ⚭ 26. Mai 1810 Virginie Antoinette Pauline de Sainte-Aldegonde (* 1789; † 26. Oktober 1878 in Paris), Tochter von Comte François Balthazard[3] und Anne Joséphine du Bouchet de Sourches de Tourzel
- Emma Nathalie Victurnienne (* 7. Mai 1790 in Everly; † August 1824 in Neauphle-le-Vieux); ⚭ 10. Mai 1810 Raymond-François de Beauvilliers (* 1790; † 3. Mai 1811 in Paris), Duc de Saint-Aignan
- Antonie Louise Victurnienne (* 1793[4]; † 30. Januar 1848 in Paris), ⚭ 2. November 1813 Charles Théodore de Forbin-Janson, genannt Comte de Janson (* 1783; † 1849)
- Alice Elfrida Victurnienne (* 10. Juli 1800 in Stames, England[5]; † 12. November 1887 in Paris[6]), ⚭ 5. Februar 1823 Paul Duc de Noailles (* 4. Januar 1802 in Paris; † 29. Mai 1885[7] ebenda), Pair de France, Ritter im Orden vom Goldenen Vlies, und Pauline-Laurette Le Couteulx